# Supercoppa di Polonia 2013 (pallacanestro)
La Supercoppa di Polonia 2013 è l'8ª Supercoppa di Polonia di pallacanestro maschile.
La partita è stata disputata il 9 ottobre 2013 presso il CRS Hall di Zielona Góra tra il Zielona Góra, campione di Polonia 2012-13 e il Trefl Sopot vincitore della Coppa di Polonia 2013.

## Finale
| Arbitri: | Marcin Kowalski Tomasz Trawicki Marek Maliszewski |

| |            | |
| Eyenga 29 | Punti      | 20 Vasiliauskas |
| Koszarek 5 | Assist     | 3 Jeter, Vasiliauskas, Waczyński |
| Hrycaniuk 6 | Rimbalzi   | 12 Stefański |
| 12 Barlow• 14 Hrycaniuk• 17 Eyenga• 35 Zamojski• 55 Koszarek 5 Cel• 11 Walker• 13 Chanas• 20 Kucharek• 21 Brackins• 31 Sroka | Formazioni | 11 Brembly• 13 Majstorović• 21 Waczyński• 25 Gadri-Nicholson• 34 Jeter 5 Roszyk• 6 Jaśkiewicz• 9 Leończyk• 10 Stefański• 15 Vasiliauskas• 23 Michalak |
| Mihailo Uvalin | Allenatori | Darius Maskoliūnas |